# Município de Jackson (condado de Paulding, Ohio)
O município de Jackson (em inglês: Jackson Township) é um município localizado no condado de Paulding no estado estadounidense de Ohio. No ano de 2010 tinha uma população de 1.795 habitantes e uma densidade populacional de 18,84 pessoas por km².

## Geografia
O município de Jackson encontra-se localizado nas coordenadas 41° 07′ 42″ N, 84° 31′ 30″ O. Segundo o Departamento do Censo dos Estados Unidos, o município tem uma superfície total de 95.3 km², da qual 95,15 km² correspondem a terra firme e (0,15 %) 0,15 km² é água.

## Demografia
Segundo o censo de 2010, tinha 1.795 habitantes residindo no município de Jackson. A densidade populacional era de 18,84 hab./km². Dos 1.795 habitantes, o município de Jackson estava composto pelo 96,43 % brancos, o 1,06 % eram afroamericanos, o 0,33 % eram amerindios, o 0,11 % eram asiáticos, o 0,95 % eram de outras raças e o 1,11 % eram de uma mistura de raças. Do total da população o 3,96 % eram hispanos ou latinos de qualquer raça.